# Jiaxinzi
Jiaxinzi (kinesiska: 夹信子, 夹信子镇) är en köping i Kina. Den ligger i provinsen Heilongjiang, i den nordöstra delen av landet, omkring 430 kilometer öster om provinshuvudstaden Harbin. Antalet invånare är 18 213. Befolkningen består av 8 975 kvinnor och 9 238 män. Barn under 15 år utgör 13,0 %, vuxna 15-64 år 79 %, och äldre över 65 år 6,0 %.
Genomsnittlig årsnederbörd är 874 millimeter. Den regnigaste månaden är juli, med i genomsnitt 187 mm nederbörd, och den torraste är januari, med 7 mm nederbörd.